# Helmut Köglberger
Helmut "Heli" Köglberger, född 12 januari 1946 i Steyr i Oberösterreich, död 23 september 2018, var en österrikisk fotbollsspelare (anfallare) och fotbollstränare.

## Karriär
Köglberger växte upp hos sin mormor där modern lämnat honom. Fadern var en amerikansk soldat som Köglberger aldrig träffade. Köglberger slog igenom i Linzer ASK där han blev österrikisk mästare 1965. Samma år debuterade han i Österrikes fotbollslandslag. Han gjorde 28 A-landskamper (6 mål) 1965-1976 och var även lagkapten. Han var den första färgade landslagsspelaren för Österrike. Han firade ytterligare två mästerskap med Austria Wien 1969 och 1970. Han återvände sedan till Linzer ASK. Han valdes 2008 till århundradets spelare i LASK. 

## Klubbar
- SV Sierning
- SK Amateure Steyr
- Linzer ASK
- FK Austria Wien
- Linzer ASK
- SV HAKA Traun